# Will van Rhee
Will van Rhee (Eindhoven, 25 juli 1950) is een veiligheidsfunctionaris die sinds 2005 werkzaam is als Security Officer voor de FIFA. Hij heeft een carrière opgebouwd in veiligheidsbeheer, met een specialisatie in evenement- en organisatiebeveiliging en een focus op internationale sportevenementen.

## Opleiding
Van Rhee werd geboren in Eindhoven. Hij volgde de basispolitieopleiding in Leusden. Naast zijn werk bij de gemeentepolitie voltooide hij een universitaire studie aan de Erasmus Universiteit Rotterdam, waar hij in 1980 een masterdiploma behaalde in Rechten en rechtswetenschappen. Vervolgens voltooide hij in 1981 zijn opleiding aan de Nederlandse Politieacademie.

## Carrière

### Politie
Van Rhee begon zijn carrière bij de gemeentepolitie Dordrecht, waar hij van oktober 1969 tot augustus 1980 diverse functies vervulde binnen de uniformdienst en recherche. Vervolgens werkte hij bij de gemeentepolitie Krimpen aan den IJssel, eerst als inspecteur en waarnemend korpschef van augustus 1980 tot augustus 1985, en daarna als commissaris korpschef van augustus 1985 tot april 1990. Van april 1990 tot januari 1993 was hij commissaris korpschef bij de gemeentepolitie Assen. In 1991 kwam Van Rhee in het nieuws als fel tegenstander van de introductie van de Aktion-3 kogel bij de politie.

### KNVB
In 1993 trad Van Rhee in dienst bij de KNVB als manager veiligheidszaken. Later werd hij manager competitiezaken. Hij bleef bij de KNVB tot januari 2005, toen hij afscheid nam van de organisatie.

### FIFA
Sinds januari 2005 werkt Van Rhee als freelance Senior Security Officer voor de FIFA op verschillende voetbalwereldkampioenschappen. Hij heeft zijn expertise ingezet in landen als Duitsland, Turkije, Marokko, Zuid-Afrika, Brazilië en Mexico.

## Vrijwilligerswerk
Van Rhee heeft zich ook ingezet voor de gemeenschap door middel van vrijwilligerswerk. Hij heeft bijdragen geleverd aan verschillende maatschappelijke initiatieven.

### Voorzitter Vrienden van Suriname
Sinds januari 2003 is hij voorzitter van de stichting Vrienden van Suriname, gevestigd in Tiel. Deze stichting zet zich in voor de banden tussen Nederland en Suriname.

### Secretaris Stichting Burgerweeshuis
Van Rhee vervult sinds 2013 ook de rol van secretaris bij de stichting Burgerweeshuis in Tiel. Deze stichting richt zich op het ondersteunen van weeskinderen en kwetsbare jongeren.

## Onderscheidingen
In 2020 werd Van Rhee lid in de Orde van Oranje Nassau voor zijn jarenlange inzet als vrijwilliger. Dit werd vermeld in de lokale media van Gelderland.
In 2022 werd Van Rhee door president Chan Santokhi van Suriname benoemd tot Officier in de Ereorde van de Gele Ster, een onderscheiding voor zijn bijdragen aan de Surinaamse gemeenschap.

## Persoonlijk Leven
Van Rhee is getrouwd met Corry van Rhee-Oud Ammerveld en heeft drie kinderen.

## Externe Links
- FIFA
- Interviews en lezingen van Will van Rhee